# 国民安全処
国民安全処（こくみんあんぜんしょ）は、
かつて存在した大韓民国国務総理直属の中央行政機関。2014年のセウォル号沈没事故をきっかけに国家的な大規模災害に対処するために消防防災庁と海洋警察庁などを統合して設置された。
2017年の大統領選挙で当選した文在寅の政権構想に基づき、同年7月25日に廃止され、行政安全部（行政自治部を改称）の外庁として消防庁が設置されたほか、海洋水産部の外庁として海洋警察庁も復活した。

## 職務
安全・災難に関する政策の樹立・運営及び総括・調整、非常対備、民間防衛、防災、消防、海洋での警備・安全・汚染防災及び海上で発生した事件の捜査に関する事務を管掌する。

## 組織

### 幹部
- 長官
  - 代弁人
    - 副代弁人

  - 長官政策補佐官
- 次官
  - 企画調整室長
    - 政策企画官
    - 非常安全企画官

  - 安全監察官
  - 中央災難安全状況室長

### 下部組織
- 運営支援課
- 安全政策室
  - 安全総括企画官
  - 状況安全政策官
  - 非常対備民防衛政策官
- 災難管理室
  - 災難予防政策官
  - 災難対応政策官
  - 災難復旧政策官
- 特殊災難室
  - 特殊災難支援官
  - 民官合同支援官
  - 調査分析官
- 中央消防本部
  - 消防政策局
  - 119救助救急局
  - 消防調整官
- 海洋警備安全本部
  - 海洋警備安全局
  - 海洋汚染防災局
  - 海洋装備技術局
  - 海洋警備安全調整官

### 所属機関
- 国家民防衛災難安全教育院
- 中央消防学校
- 中央119救助本部
  - 119特殊救助団（首都圏、嶺南、湖南、忠清・江原）
- 海洋警備安全教育院
  - 海洋警備安全研究センター
- 中央海洋特殊救助団
  - 海洋特殊救助隊（西海、東海）
- 地方海洋警備安全本部（東海、南海、西海、中部、済州）
- 国立災難安全研究院
- 海洋警備安全整備廠